# بورين نوكليوزيد فوسفوريلاز

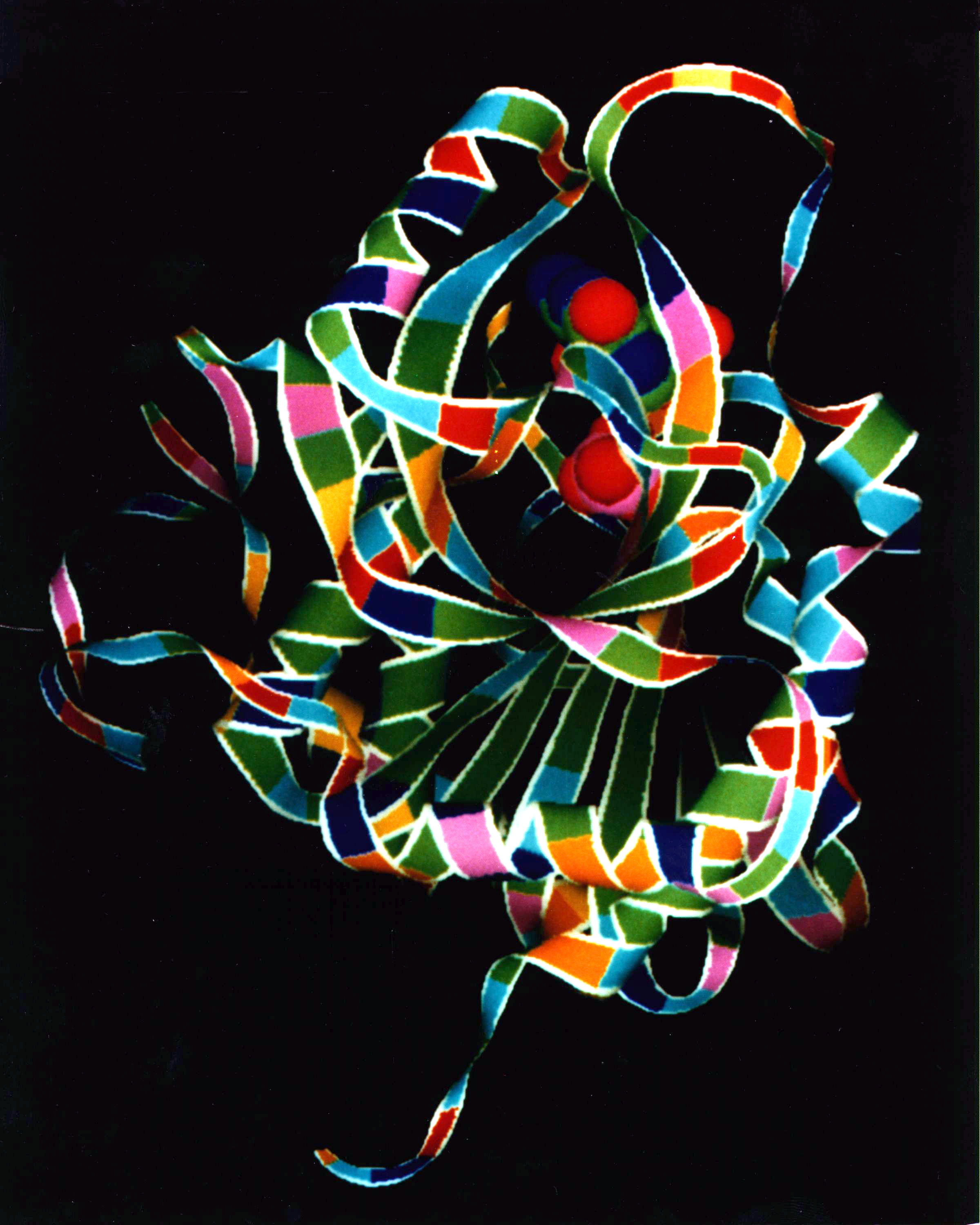
بورين نوكليوزيد فوسفوريلاز البكتيري، نموذج ثلاثي الأبعاد باستخدام الحاسوب

بورين نوكليوزيد فوسفوريلاز (بالإنجليزية: Purine nucleoside phosphorylase)‏ ويعرف اختصاراً ب PNP وهو إنزيم شديد الأهمية يدخل في التمثيل الغذائي للبورينات، يوجد في الإنسان والبكتريا على حد سواء. يقوم بورين نوكليوزيد فوسفوريلاز بتمثيل الأدينوزين إلى أدينين والإينوزين إلى هيبوزانتين والغوانوزين إلى جوانين حيث يقوم بتكوين ريبوز مفسفر. وزنه الجزيئي 100 كيلو دالتون، والشكل الثلاثي الوحدات هو الهيئة الفعالة للانزيم البشري.